# Fernando Teixeira dos Santos
Fernando Teixeira dos Santos född 13 september 1951 i Moreira, Maia, är en portugisisk politiker i Socialistpartiet. Han var finansminister 2005–2011.
Teixeira dos Santos tog examen i nationalekonomi från Portos universitet 1973. Han doktorerade i nationalekonomi vid University of South Carolina 1985 och vid Portos universitet 1986. Han var statssekreterare i det portugisiska finansdepartementet oktober 1995–oktober 1999.